# Odłamki
Odłamki (org. Shards) – pierwsza powieść pisarza bośniackiego pochodzenia, Ismeta Prcicia. Książka jest zbiorem wspomnień dotyczących wojny domowej w Bośni i Hercegowinie i emigracji do USA. Zawiera elementy fikcji literackiej: główny bohater nazywa się tak samo, jak autor, jednak jest odrębną postacią. Powieść stanowi formę terapii dla autora. Została bardzo dobrze przyjęta przez krytyków i zebrała liczne nominacje oraz nagrody.
Powieść została wydana w 2011 roku przez Grove Press oraz Black Cat. Wersja polska pojawiła się w 2015 roku, nakładem Wydawnictwa SQN.

## Osiągnięcia[4]
- Zdobywca Ken Kessey Oregon Book Award[5]
- Tytuł Notable Book of the Year, New York Times[6]
- Tytuł Best Book of the Year, Chicago Sun-Times
- Great New Writers Selection, Barnes & Noble Discover Great New Writers
- Nominowany do Pacific Northwest Booksellers Association Book Award
- Nominowany do Flaherty-Dunnan First Novel Prize
- Nominowany do William Saroyan Prize for Writing